# Likare

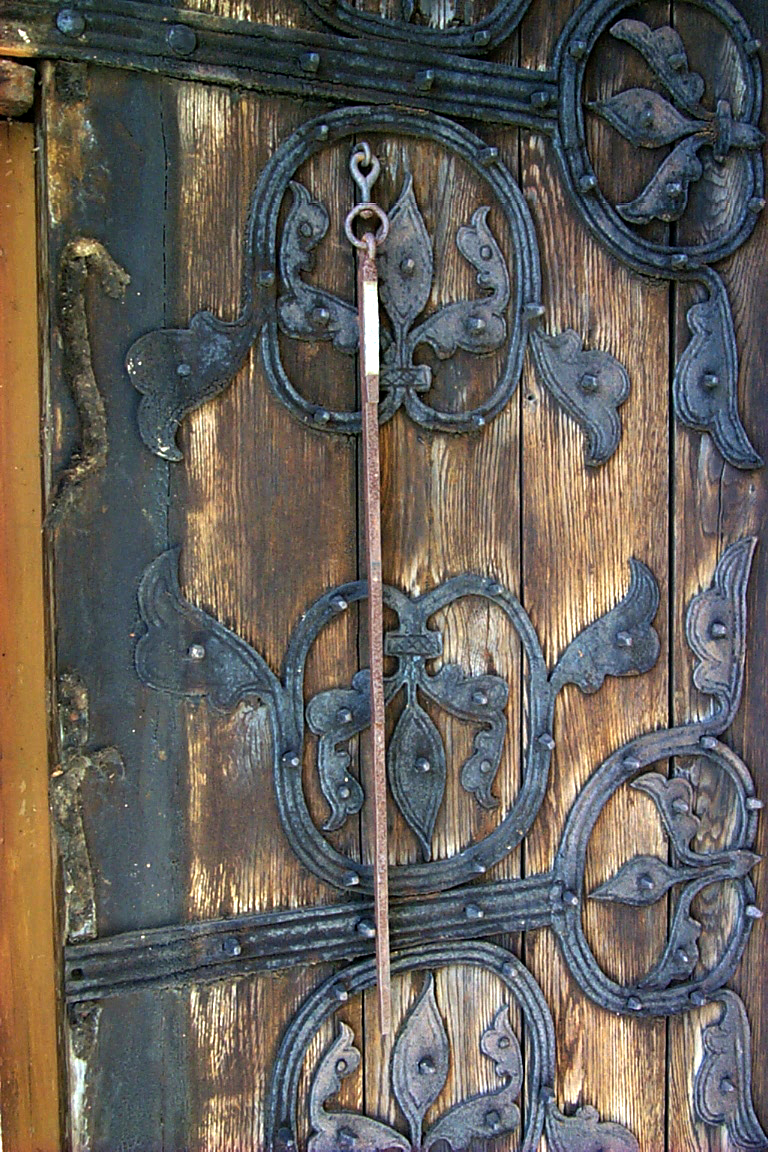
Järnlikaren som hänger på Stånga kyrkodörr, Gotland.

Likare var fastställda enheter för volym, mått och vikt. 
Existensen av så kallade rikslikare, det vill säga fastställda normmåttsatser för ett helt land, måste tidigt ha varit ett önskemål från både kung och kyrkans sida. Det var ju av intresse att både den världsliga som den andliga makten inte blev lurad på skatteintäkter. Under medeltiden kunde skatt betalas dels i varor, dels i mynt. I den svenska konungsbalken från medeltiden heter det att "en pundare, ett bisman och en spann skall ganga om allt riket". Det skall dock noteras att i denna bestämmelse begreppet "allt riket" endast avsåg städerna. Ärkebiskop Anders Sunesen i Lund fastställde i början av 1200-talet för Skåne hur stora tiondeskäpporna skulle vara. I Danmark omtalas 1283 den järnmåttstock som kung Christoffer införde; troligtvis en metallikare för den själländska alnen vilken kungen hoppats skulle kunna gälla i hela riket.
Önskemålen från riksledningen kom emellertid ofta till korta. En bidragande orsak var att de medeltida nordiska länderna inte var helt homogena riken utan mera ett hopkok av ett otal ekonomiska regioner, var och en styrd av den närliggande staden. Till stadens torg förde regionens bönder sina varor; det var här man handlade med utländska köpmän, oftast med borgarna som mellanhand. Varje stad fick sina privilegier av kung eller kyrka, rättigheter som man med en egoistisk frenesi slog vakt om. Det viktigaste för varje stad var att man på stadens torg använde de av staden fastställda måttsnormerna. I Magnus Erikssons stadslag från 1300-talet fastställes att respektive stad skulle utse två män att inneha stadens stämplar. Stämplarna användes att märka köpmännens måttsatser.
Ett flertal äldre uppgifter om olika stadslikare finnes. 1560 finns till exempel i en officiell provvägning i Skara kopparbesman samt Vadstena och Örebro besman, alla av olika vikt. Även volymmåtten har varit olika orter emellan. Mätenheterna var tunnor, spannar och skäppor, men hur mycket rymde var och en? Stockholms officiella spann, som känns från 1400-talet, ställdes till exempel 1540 mot Hälsinglands spannlikare. 4 Hälsinglandsspannar fordrades att fylla en tunna som rymde 2 Stockholmsspannar.
Hälsinglandsspannen var en lokal likare som brukades i ett större områden än enbart en stad. Redan på 1400-talet känner vi några sådana regionslikare. Mest berömda är de så kallade Rydaholmsmåtten. För hela Växjö stift beslutades vid denna tid något så unikt som att "ingen haver annen vikt och bismare, skeppe eller aln än Rydeholms ...". Dessa likare förvarades i Rydaholms kyrka. På Gotland fanns tidigt ett enhetligt längdmått, Gotlandsalnen. Inte mindre än tre medeltida originallikare av järn finns bevarade för denna aln. Två av dessa graderade järnstänger hänger dessutom på ursprunglig plats i Hemse och Stånga kyrkor. På Stångalikaren läses inskriptionen "Thitta ier ret gota eln". Den gotländska alnen har legat mellan 55,12 och 55,40 cm.
Först under Gustav Vasas tid började statsledningen med kraft verka för rikslikare. I en fogdeinstruktion 1555 markerade kung Gösta sin vilja att "en lika aln, mått och vikt överallt brukas och havas skall". Det skulle emellertid dröja till 1604 innan Rydaholmsalnen upphöjdes till rikslikare. Ett år senare bestämdes dessutom att Stockholms vågsvikt skulle gälla alla sjöstäders vågar. Ungefär samtidigt, år 1613, fastställdes rikslikare i Danmark. Den själländska alnen, den fynska skäppan och det Köpenhamnska lispundet blev enhetsmått för längd, volym och vikt. Nordisk handel blev plötsligt mycket mindre huvudräkning och jämförelsetabeller!
Fram till metersystemets införande 1878 i Sverige gällde de rikslikare för 1 fot och 1 skålpund, som förvarades i Kungliga Skattkammaren.